# 아이아 크루세
아이아 크루세(Aia Kruse, 1994년 2월 24일 ~ )는 스페인의 배우이다.